# Pfeiffera asuntapatensis
Pfeiffera asuntapatensis ist eine Pflanzenart aus der Gattung Pfeiffera in der Familie der Kakteengewächse (Cactaceae). Das Artepitheton asuntapatensis verweist auf das Vorkommen der Art in der Bergregion Asunta Pata in der bolivianische Provinz Bautista Saavedra.

## Beschreibung
Pfeiffera asuntapatensis wächst epiphytisch mit hängenden, verzweigten Trieben, die bis zu 1,5 Meter lang werden. Die abgeflachten Triebsegmente sind bis zu 40 Zentimeter lang, 2,5 bis 3 Zentimeter breit und bis zu 4 Millimeter dick. Ihre Ränder sind geschweift. Die dicht weiß bewollten Areolen sind etwas erhaben und stehen 2,5 bis 4 Zentimeter voneinander entfernt. Dornen sind in der Regel nicht vorhanden. Gelegentlich befinden sich jedoch an alten Areolen winzige, unbedeutende Dornen.
Die einzelnen, glockenförmigen, orangefarbenen (bis roten) Blüten erscheinen seitlich. Sie sind 11 bis 15 Millimeter lang und weisen Durchmesser von 14 bis 19 Millimeter auf. Über die Früchte und Samen ist nichts bekannt.

## Verbreitung, Systematik und Gefährdung
Pfeiffera asuntapatensis ist im bolivianischen Departamento La Paz im Bergregenwald in Höhenlagen von 1000 bis 1350 Metern verbreitet.
Die Erstbeschreibung als Lepismium asuntapatense erfolgte im Jahr 2000 durch Michael Kessler, Pierre Leonhard Ibisch und Wilhelm Barthlott. Ralf Bauer stellte die Art 2005 in die Gattung Pfeiffera. Ein weiteres nomenklatorisches Synonym ist Bolivihanburya asuntapatensis (M.Kessler, Ibisch & Barthlott) Guiggi (2016).
In der Roten Liste gefährdeter Arten der IUCN wird die Art als „Data Deficient (DD)“, d. h. mit keinen ausreichenden Daten geführt.

## Nachweise